# Daubach (Westerwald)
Daubach település Németországban, Rajna-vidék-Pfalz tartományban. Lakosainak száma 480 fő (2023. december 31.). Daubach Isselbach és Stahlhofen községekkel határos.

## Népesség
A település népességének változása:
| Lakosok száma | 272  | 458  | 465  | 465  | 477  | 473  | 480  |
|               | 1975 | 2015 | 2017 | 2019 | 2021 | 2022 | 2023 |